# Євдоксій Антіохійський
Євдоксій (грец. Ευδόξιος; ? —370) — восьмий єпископ Константинополя з 27 січня 360 по 370 рр., раніше єпископ Германіки та Антіохії. Євдоксій був одним із найвпливовіших аріан.

## Біографія
Євдоксій був з Арабісса в Малій Азії. Євдоксій прийшов до Євстафія, єпископа Антіохійського між 324 і 331 роками, шукаючи святих чинів. Однак Євстафій визнав його вчення несправедливим і відмовив йому. Тим не менш, коли Євстафій був скинутий, аріани або євсевіяни мали все по-своєму і прийняли Євдоксія до сану і поставили його єпископом Германіки, на межі Сирії, Кілікії та Каппадокії. Це єпископство він провів щонайменше 17 років, період головних інтриг проти Афанасія і правління синів Костянтина Великого.
У 341 році в Антіохії під керівництвом Плацілла відбувся собор освячення або Енкенії. Був присутній Євдоксій Германікський. Він був аріанином чистим і простим, учнем Аетія, другом Євномія. Рада підготувала чотири віровчення, в яких партія євсевіїв змогла зробити свою доктрину настільки правдоподібною, якою могла б бути, а другий з них став відомий як «Символ віри присвяти». Афанасій розповідає, що Євдоксій був посланий з Мартирієм і Македонієм, щоб перенести новий віровчення Антіохії до Італії. Проте, це нове віровчення могло бути Макровіршем, або Довгою формулою, складеною на наступному Антіохійському соборі.
У 343 або 347 роках відбулися конкуруючі ради Сардіки та Філіпополя. На останньому було складено віру, більш аріанську, ніж Антіохійська, і її підписав Євдоксій. Між 355 і 359 роками Євдоксій був присутній на Заході імператорії, коли прийшла звістка про смерть Леонтія Антіохійського. Проти канонів він зайняв Антіохійську кафедру. Нібито виправдовуючись тим, що справи Германіки вимагають його присутності, Євдоксій поспішив до Антіохії і, назвавшись від імператора, став єпископом і послав Асфала, пресвітера Антіохії, щоб якнайкраще скористатися справа в суді. Імператор Констанцій II писав до Антіохійської церкви: «Євдоксій пішов шукати вас, не посилаючи його… До якої стриманості піддадуться люди, які нахабно переходять з міста в місто, шукаючи з найнезаконнішим апетитом будь-яких нагод, щоб збагатитися?» Проте, імператор підтвердив обрання.
У перший рік свого єпископства в Антіохії Євдоксій провів собор, який отримав Сірмійський символ віри. Можна скласти уявлення про те, що гомоуси сприймають його проповіді з трьох різних джерел. Іларій Піктавійський, який тоді жив на Сході, почув Євдоксія в його соборі і побажав, щоб його вуха були глухими. Феодорит Кирський і Епіфаній Кіпрський повідомляли, що він хвалився тим, що має таке ж знання про Бога, як і Бог про Себе.
У вересні 359 року в Селевкії Ісаврії відбувся Селевкійський собор, на якому прихильники ортодоксії становили дуже невелику меншість. Більшість підписали «Символ віри посвяти»; Євдоксій, який був присутній, був скинутий Василієм Анкірським і, схоже, шукав притулку при дворі в Константинополі. Тут, за допомогою акакіян, після звернення Македонія він добився свого призначення єпископом, а 27 січня 360 р. заволодів його престолом у присутності 72 єпископів. 15 лютого була освячена велика Константинопольська церква Святої Софії, закладена в 342 році імператором Констанцієм II.
Як стверджують, Євдоксій, сівши на єпископський престол перед очікуваною множиною придворних, церковників і громадян, почав зі слів: «Батько є асебес, Син є евсебес». У Софії з усіх боків піднявся великий гомін обурення. Оратор, не соромлячись, пояснив: «Батько — асебес, бо Він нікого не шанує, а Син — евсебес, бо шанує Отця». Новий собор лунав нестримним сміхом. Таким чином, каже Сократ Схоластик, вони розірвали церкву своїми примхливими хитрощами.
Євдоксій посвятив свого друга Євномія на престол Кизика; але до імператора Констанція II були подан ітакі скарги, що він наказав Євдокію його скинути. Євдоксій погодився на наказ імператора і тихо переконав Євномія піти у відставку.
У 365 році на Євдоксія напали напіваріани, які тепер називаються македонцями. Проводячи збори в Лампсаку, вони підписали «Символ посвячення», процитувавши перед собою Євдоксія та його партію, і, оскільки вони не прийшли, засудили їх до позбавлення; але імператор Валент відмовився підтвердити розгляд справи.
У 367 році Валент, вирушаючи на готську війну, був спонуканий своєю дружиною Альбією Домінікою прийняти хрещення від Євдоксія. Того ж року він видав, ймовірно, за порадою Євдоксія, наказ про те, щоб єпископи, вигнані Констанцієм і повернулися за Юліана, знову були заслані.
Роки, протягом яких Євдоксій і Валент діяли разом, нібито були стурбовані провісниками, які гомоусиани пов'язували з гнівом Неба на вигнання Валентом єпископів, які не допускали Євдоксія до свого причастя. Євдоксій помер у 370 році.